# Édouard-Fortuné Calabresi
Pour les articles homonymes, voir Calabresi.
Édouard-Fortuné Calabresi est un musicien, chef d'orchestre et directeur de théâtre français né à Montpellier le 2 décembre 1824 et mort à Paris 9e le 23 janvier 1904.
Directeur du Théâtre royal de Liège de 1855 à 1859, il dirige celui d'Anvers en 1862-1861, puis revient à Liège de 1861 à 1864, dirige de Théâtre de Verviers en 1864-1865 et revient une dernière fois à Liège de 1865 à 1867.
Il occupe ensuite les mêmes fonctions à La Nouvelle-Orléans (1866-1873) et à Alger (1873-1874), puis revient en Belgique diriger le Théâtre de Gand en 1874-1875.
Nommé codirecteur du Théâtre de la Monnaie avec Oscar Stoumon le 1er septembre 1875, les deux hommes se partageront la direction de 1875 à 1885 et de 1889 à 1900. À la mort de Stoumon, Calabresi quitte la Belgique et cède la direction à Maurice Kufferath.
Il est inhumé au cimetière du Père-Lachaise (2e division).